# Listriodontinae
Los listriodontinos, Listriodontinae, son una subfamilia extinta de suidos que vivieron durante el Mioceno. Sus fósiles se han hallado en África, Asia y Europa.